# Basilique Notre-Dame-du-Pilier de Buenos Aires
Cette  basilique n’est pas la seule basilique Notre-Dame-du-Pilier.
La basilique Notre-Dame-du-Pilier (en espagnol : Nuestra Señora del Pilar) est une basilique située dans le quartier de Recoleta à Buenos Aires, en Argentine. Achevée en 1732, elle est l'une des plus anciennes églises de la ville et demeure un exemple de l'architecture coloniale. Elle est décrétée monument historique national depuis le 21 mai 1942. Elle est dédiée à Notre-Dame du Pilier.

## Situation
La basilique Notre-Dame-du-Pilier, aussi connue sous le nom d'église du Pilier, est située au no 1904 de la rue Junín, dans le quartier de Recoleta, au cœur de l'un des principaux circuits touristiques de la capitale argentine. Elle est flanquée du cimetière de Recoleta.

## Histoire
Lors du partage des terres, le 24 octobre 1580, le fondateur de Buenos Aires, Juan de Garay, accorde l'une des 65 parcelles au capitaine Rodrigo Ortiz de Zárate (es). Celle-ci, de 500 perches de largeur par une lieue de longueur, s'étend entre les actuelles rues Ayacucho, Azcúenaga et Arenales, en pente vers le fleuve Río de la Plata, et est surnommée « Pago del Monte Grande ». 
Ortiz de Zárate y construit une ferme qu'il nomme « Les Ombus », en référence aux nombreux arbres de cette espèce présents sur le secteur.  Après plusieurs ventes et héritages, le terrain revient à un couple, Fernando Miguel de Valdez-Inclán et Gregoria Herrera-Hurtado, qui en fait don pour l'élévation d'une chapelle et d'un couvent.
En 1705, sur proposition du capitaine Pedro Bustinza, de Santa Fe, le gouverneur de Buenos Aires, Juan Alonso de Valdez, sollicite auprès du gouvernement de Madrid l'autorisation de construire un couvent des frères franciscains des Récollets. Après la mort de Bustinza, Jean de Narbonne, habitant de Buenos Aires, commerçant enrichi par la contrebande, propose à son tour 20 000 pesos pour la construction du couvent et de l'église et demande que celle-ci soit consacrée à la Vierge du Pilier dont il est un fervent dévot, étant originaire de Saragosse. De premiers travaux sont engagés sur des plans dressés par les jésuites allemands Juan Kraus et Juan Wolf,. L'autorisation est finalement accordée par une ordonnance royale de Philippe V le 28 juin 1716. Les environs sont dangereux et pullulent de malfaiteurs qui gravitent autour des pulperías (es) locales des berges du fleuve, ce qui vaut à la zone de surnom de Terre du feu.
L'édification dure quinze ans, sous la direction du jésuite italien Andrés Blanqui (es) puis de Juan Bautista Prímoli (es). L'ordre des Récollets, sous l'observance de saint François, est destiné aux missions des Indes et fournit des chapelains aux armées. L'église est inaugurée les 11 et 12 octobre 1732,, en présence du gouverneur Bruno Mauricio de Zabala. Depuis 1718 existe déjà une petite habitation qui accueille le franciscain Pedro de Castillo. Huit autres moines arrivent d'Espagne en 1732.
Les frères récollets se consacrent au travail et à la prière : ils ne brisent le silence que les jours de congé. La notoriété de plusieurs d'entre eux a traversé l'histoire. L'Espagnol Pedro José de Parras effectue en 1749 une description détaillée de la vie du couvent ; il est nommé en 1778 recteur du collège de Montserrat (es) et de l'université de Córdoba. Le frère Pedro de Santibáñez est le représentant du quartier de la Recoleta lors de la convocation du cabildo ouvert le 22 mai 1810, au tournant de la révolution de Mai ; lors de la conspiration d'Álzaga, deux ans plus tard, il est exilé à Catamarca avec douze autres moines espagnols. Francisco de Paula Castañeda (es), ordonné prêtre en 1800, enseigne la théologie au couvent de la Recoleta, mais c'est surtout par ses prises de position et ses articles de presse qu'il est le plus connu, et, en particulier, par son opposition à la politique religieuse de Bernardino Rivadavia. Il est aussi le créateur de la première école de dessin d'Argentine.
Durant une centaine d'années, le couvent et l'église demeurent presque les seules constructions de cette zone éloignée du centre de la capitale. À la fin du XVIIIe siècle, seules une dizaine de maisonnettes se dressent dans un rayon de 500 mètres, la difficulté d'accès à marée haute réduisant les possibilités de communication et la dangerosité du quartier rebutant les 50 000 habitants de la ville. La construction, à proximité, d'un abattoir et du cimetière de Recoleta modifie substantiellement la physionomie du quartier : les résidences secondaires côtoient les buvettes et les lieux où se déroulent les combats de coqs,.

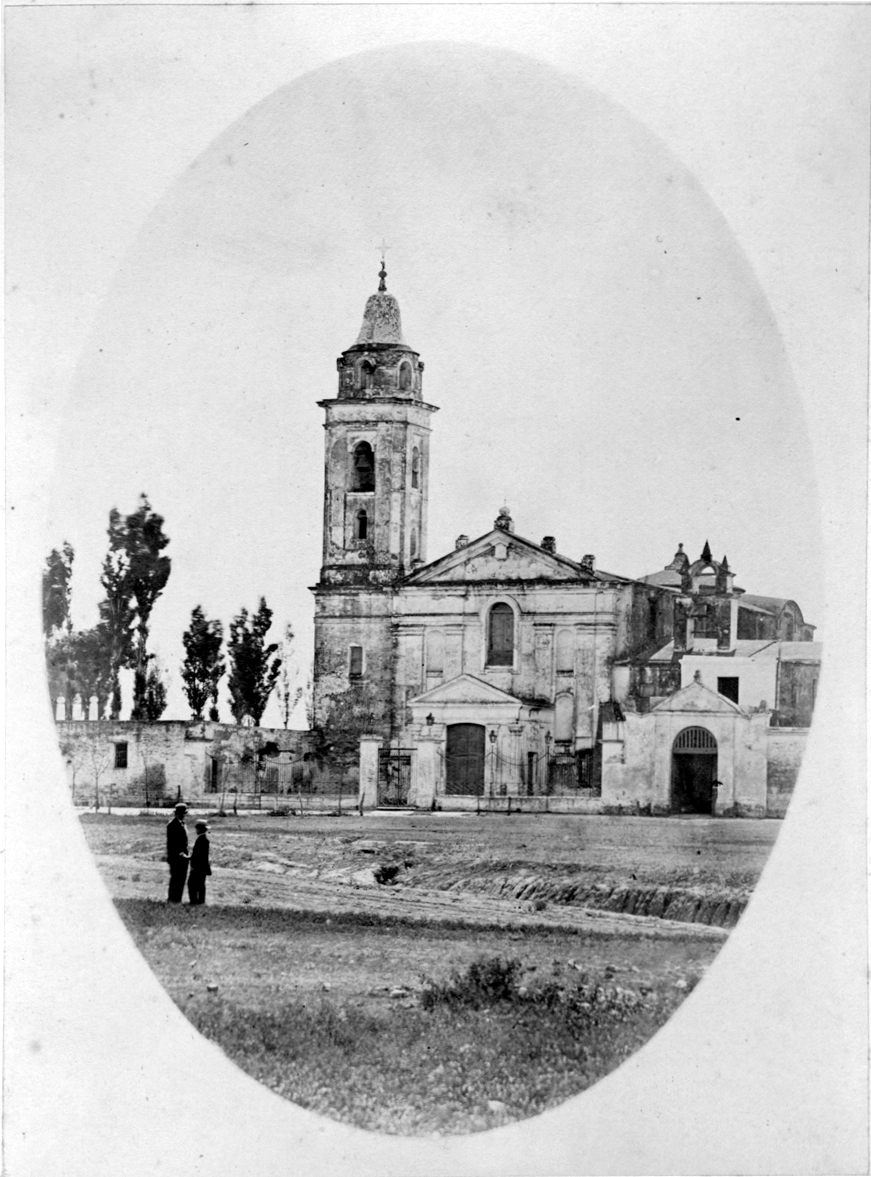
L'église photographiée par Esteban Gonnet en 1864.

Lorsque Rivadavia décrète la réforme ecclésiastique en décembre 1821, les moines récollets sont transférés vers les couvents de Saint-François ou Catamarca et les possessions de l'église et du couvent passent aux mains de l'État. Finalement, le 8 février 1822, le couvent est fermé, malgré les efforts de l'évêque Medrano (es) et du frère Castañeda, déjà mentionné. Pour éviter les pillages qui commencent, il est placé sous la protection de la police en juillet 1822. À l'occasion de la confiscation des terres adjacentes au couvent, le cimetière de Recoleta est créé et mis sous l'administration du frère Juan Antonio de Acevedo, jardinier du potager alors considéré comme le mieux entretenu de la ville. La huerta est transformée en Jardin d'acclimatation, en hommage à celui de Paris, avant d'être détruit en 1828 pour l'extension du cimetière.
En 1828, les troupes du général Lavalle, de retour du Brésil, se rassemblent en campement au sein du couvent, d'où est initiée la révolte qui dépose le gouverneur Dorrego. L'église du Pilier est érigée en paroisse le 12 mars 1830, sous la direction du père José Santiago Martínez. Dès 1834, on aménage une partie de l'édifice en hôpital et asile de malades mentaux, sur ordre du général Juan José Viamonte, gouverneur de Buenos Aires. L'hôpital est, en 1858, transformé en asile de mendiants, puis d'invalides.
Les fêtes patronales consacrées à la Vierge du Pilier ont lieu jusqu'aux premières années du XXe siècle : lors de ces célébrations, nommées « Romerías del Pilar », se déroulent des concours équestres, des représentations théâtrales et des danses et jeux de toutes natures, il n'est pas rare que ces festivités de la rue Junín se transforment en bagarre générale à coup de facones (en). C'est aussi durant ces fêtes que Ángel Villoldo (es) présente pour la première fois le tango El Choclo.

## Description
Le bâtiment est de construction simple et austère. La couverture est une voûte en berceau dont la poussée latérale est maintenue par de grands contreforts, l'espace entre eux étant occupé par les autels latéraux, qui sont généralement des chapelles, dans les églises jésuites classiques, mais qui, ici, sont plutôt considérés comme des niches par leur faible profondeur. Au-dessus de ces niches, d'autres voûtes en berceau complètent la structure principale. La coupole est de faible élévation, sans doute pour marquer la simplicité et la pauvreté des frères récollets, à moins qu'il ne se soit agi de problèmes financiers lors de la construction. Une particularité de la voûte est qu'elle prend naissance à l'arrière de la corniche, de la même façon qu'à Gesù de Rome.
La vue extérieure de l'édifice permet difficilement d'appréhender le volume total de la basilique, en raison des constructions qui l'entoure sur trois côtés. La façade principale comprend plusieurs éléments courbes : le tambour, la coupole en cloche de la tour et l'archivolte entre l'architrave et la fenêtre centrale. La rupture entre le fronton et des jeux de pilastres lui confère un certain style baroque, mais sans commune mesure avec l'abondance de colonnes et pilastres des façades de nombreuses églises italiennes ou espagnoles.

### Les retables
Selon la tradition espagnole et portugaise, les retables sont construits en bois selon une disposition architecturale régie par les canons classique et une structure composée de corps horizontaux superposés et de voies verticales. Dans les compartiments, richement ornés, sont placées les représentations, sculptées ou peintes, et les sanctuaires.
Les retables latéraux ont été réalisés par un maître portugais du XVIIIe siècle dont le nom n'a pas été retenu avec certitude. Ils sont de facture comparable et reproduisent fidèlement certains retables brésiliens (par exemple en l'Église Sainte-Rita de Rio de Janeiro (pt)). Seuls les deux situés de chaque côté du centre de la nef sont différents et de taille supérieure, ils étaient à l'origine destinés à accueillir des groupes de la Sainte Famille, aujourd'hui disparus.

#### Le retable principal
Commandé en 1730, le retable central est réalisé par Domingo Mendizábal, Ignacio de Arregui et Miguel Careaga, pour la somme de 2 600 pesos. Il est ainsi l'un des plus anciens de Buenos Aires, même si, à part la structure qui n'a pas changé, une grande partie des éléments ornementaux baroques d'origine a été remplacée dans un style plus rococo au fil des siècles. Dans les années qui ont suivi a été créé le cadre de la niche principale où est placée la Vierge, représentant son apparition à l'apôtre Jacques et à ses disciples. À sa gauche se trouve saint Dominique de Guzmán et à sa droite saint François d'Assise. L'écu central symbolise le rang de basilique.
La table d'autel est formée de plaques d'argent ciselées par des orfèvres péruviens.

### La crypte
Sous le chœur se situe une crypte dénommée « chapelle des reliques », dans la partie qui constituait autrefois le vestibule et qui a été raccordée à l'intérieur de l'église lors de la création du petit narthex à trois portes. Elle comporte des pilastres et des encadrements de style néoclassique, formés de bois foncé et rehaussés d'or. Les ossements, dont la provenance est certifiée par les Archives des Indes, ont été embarqués en 1777 sur le navire La Galga, dans deux caisses contenant 35 reliques destinées au frère François d'Ascona.

## Galerie

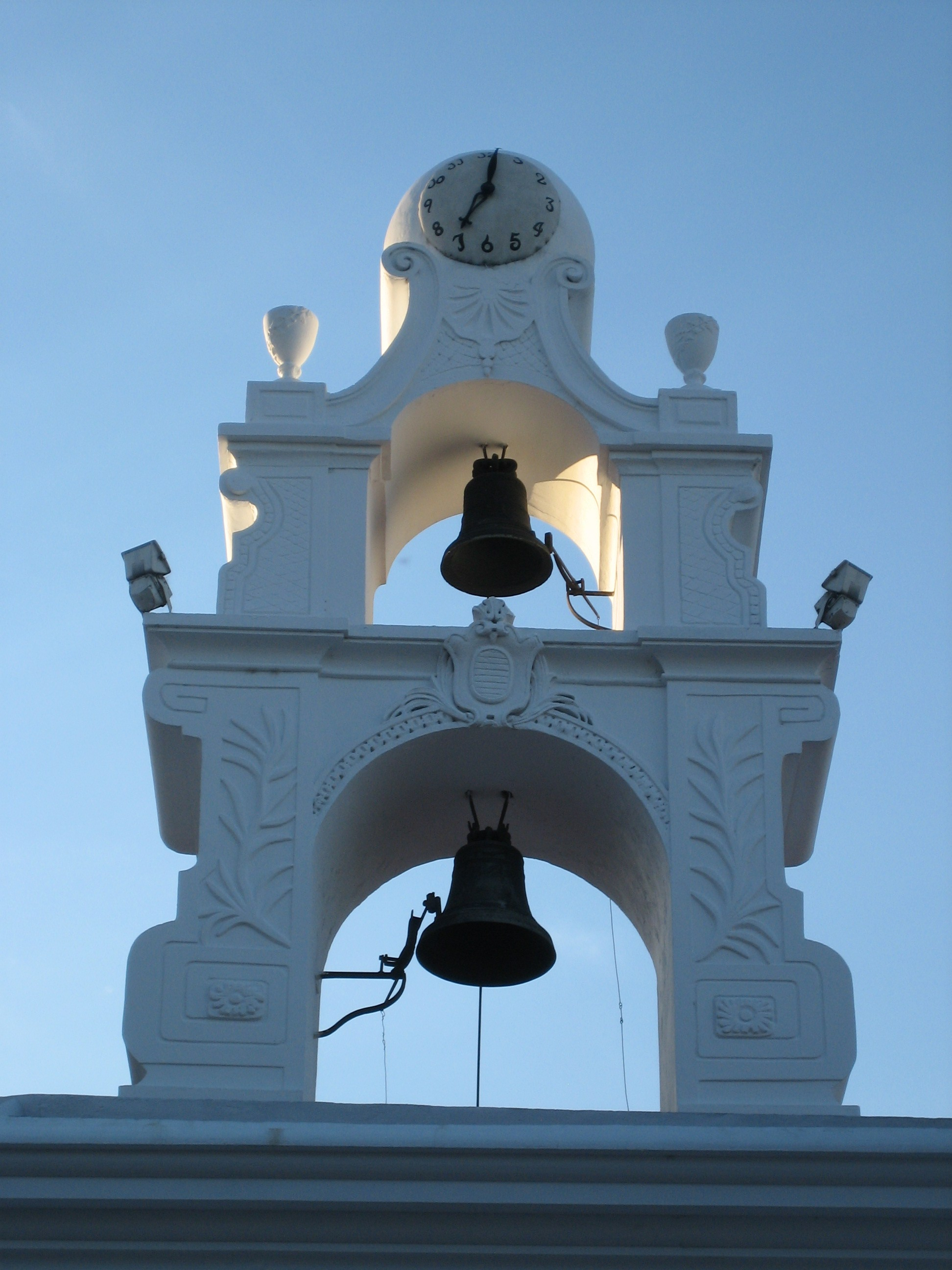
Cloches